# えんむすび
『えんむすび』は、日本のシンガーソングライター・山猿が2017年11月22日にエピックレコードジャパンから発売した1枚目（通算3枚目）のミニアルバムである。

## 内容
前作『あいことば4』から約7か月ぶり、ミニアルバムとしては『前回のLGMonkeesこと山猿です。』から約6年8か月ぶりのアルバム。
今作は山猿がメジャーデビュー7周年を迎えたことを機に、新しいことに挑戦したいという思いから制作されたカバーミニアルバムで、リスペクトの意を込めて、新たに歌詞とメロディが加えられたラッツ&スターの「め組のひと」とSEAMOの「マタアイマショウ」、山猿自身が思い入れの深い楽曲の中から4曲をファンによるリクエスト投票で選出して収録された。なお、今作について山猿は「鈴木雅之とSEAMOからリアレンジの許可が下りなければ制作することは考えなかった」と語っている。

## 収録曲
| #         | タイトル                      | 作詞         | 作曲                                   | 編曲                         | 補作詞・作曲 | 時間  |
| --------- | ----------------------------- | ------------ | -------------------------------------- | ---------------------------- | ------------ | ----- |
| 1.        | 「マタアイマショウ」          | Naoki Takada | Naoki Takada、Shintaro “Growth” Izutsu | Naoki Itai                   | 山猿         | 3:55  |
| 2.        | 「DEAR...again」              | 広瀬香美     | 広瀬香美                               | nakaokaan                    |              | 5:31  |
| 3.        | 「め組のひと」                | 麻生麗二     | 井上大輔                               | Naoki Itai                   | 山猿         | 3:43  |
| 4.        | 「シングルベッド」            | つんく       | はたけ                                 | nakaokaan                    |              | 5:21  |
| 5.        | 「月光」                      | 鬼束ちひろ   | 鬼束ちひろ                             | Naoki Itai、モチヅキヤスノリ |              | 5:05  |
| 6.        | 「糸」                        | 中島みゆき   | 中島みゆき                             | モチヅキヤスノリ、花井諒     |              | 3:47  |
| 7.        | 「Respect for you 〜Outro〜」 | 山猿         | 山猿                                   | soundbreakers                |              | 1:48  |
| 合計時間: | 合計時間:                     | 合計時間:    | 合計時間:                              | 合計時間:                    | 合計時間:    | 29:10 |

### 解説
1. マタアイマショウ
後述の12thデジタルシングル配信日に行ったツイキャスにて収録が発表された今作のリード曲で[6]、山猿が地元の友人とカラオケへ行った時に誰が最初に歌うか取り合いになっていたという。原曲は失恋をテーマにした楽曲だが、山猿は「本当に好きな人だったらまた会えるんだよ」というメッセージを込めて新たに歌詞を補作してリメイクしたという。なお、本来はレコード会社を通してミュージシャンに許可を得るのが通例だが、山猿は名古屋市でライブを開催していたSEAMOに直接会いに行き許可を得たという[4][5]。
ミュージック・ビデオには「赤い実ハジケタ恋空の下」以来5年ぶりに鈴木奈々が、山猿も喫茶店のマスター役で出演している[7][8]。
LINE MUSICのチャートにて初登場1位を獲得した[7][8]。
2. DEAR...again
3. め組のひと
今作発売に先駆けて先行配信されていた、12thデジタルシングルの表題曲。山猿がLGMonkeesとして活動していた時期に鈴木雅之とセッションした経験がある楽曲[1]。
レコチョク邦楽ヒップホップチャートにて初登場2位を獲得した[6]。
4. シングルベッド
山猿が学生・社会人時代問わず人見知りによって人と話すのが苦手だった際に聴いていたという楽曲[4][5]。
5. 月光
山猿が学生時代に人生について病んでいた時期によく聴いていたという楽曲[4][5]。
6. 糸
ファン投票にて最も票を集めた楽曲[9]。
ミュージック・ビデオはレコーディングに参加したスタジオ・ミュージシャンを迎え、「スタジオ・レコーディング・セッション」としてレコーディングスタジオで撮影された[9]。
7. Respect for you 〜Outro〜
このままではただカバーを歌った歌手になると危惧し、1曲1曲を全部ラップに乗せて繋げて歌い意味を繋げようと思い、今作のレコーディング3日前に制作、収録することを決めたという楽曲[4][5]。

## 参加ミュージシャン
- 山猿：Vocal

Support Musician
- Naoki Itai：Programming (#1,3) & Guitars (#3)
- nakaokaan：Programming & Guitars (#2,4)
- soundbreakers：Programming (#7)
- 山本隼人：Additional Programming (#1)
- サトウカツヒロ：Guitars (#1)
- 渡辺裕太：Guitars (#5)
- 花井諒：Guitar (#6)
- モチヅキヤスノリ：Piano (#3,4,5,6) & Keyboards (#3,4)
- キタムラユウタ：Bass (#1,3)
- 山崎英明：Bass (#2,4)
- 比田井修：Drums (#2,4)
- 北村望：Drums (#3)
- 坂本暁良：Percussion (#5)
- あすな：Violon (#1)
- ルイス・バジェ：Trumpet (#3)
- 才恵加：Sax (#3)
- 半田信英：Trombone (#3)